# Matt Calvert
Matthew Dean Calvert, född 24 december 1989, är en kanadensisk före detta professionell ishockeyspelare (ytterforward). Calvert spelade för Columbus Blue Jackets och Colorado Avalanche under sin aktiva karriär i National Hockey League (NHL). Han draftades av Blue Jackets i femte rundan som 127:e spelare totalt i NHL Entry Draft 2008.

## Spelarkarriär

### Junior
Calvert började sin juniorkarriär med ett kort sejour för Winkler Flyers i Manitoba Junior Hockey League (MJHL) där han ådrog sig 15 utvisningsminuter i sin enda match med klubben. Följande år var hans första av tre säsonger med Brandon Wheat Kings i Western Hockey League (WHL). Han utsågs till assisterande kapten för Wheat Kings i hans andra säsong med laget.
Efter att ha blivit draftad av Columbus Blue Jackets i NHL Entry Draft 2008 valde Calvert att återvända till Wheat Kings för en tredje säsong och en chans att vinna Memorial Cup 2010. Han utsågs till kapten i Wheat Kings för säsongen 2009-10 under vilken han vann Honors Second-Team Eastern Conference All-Star och Memorial Cup All-Star.
Calvert är också känd för att ha gjort ett hat-trick i numerärt underläge mot Calgary Hitmen i WHL Eastern Conference finalen 2010. Med denna prestation har Calvert WHL-rekordet för flest mål i numerärt underläge i en match och är den enda spelaren i WHL-historien för att göra tre boxplaymål i en period i slutspelet.

### NHL

#### Columbus Blue Jackets
Calvert började säsongen 2010-11 med Blue Jackets farmarlag i American Hockey League (AHL) Springfield Falcons. Calvert blev senare uppkallad till Columbus den 6 januari 2011 och gjorde sin NHL-debut två dagar senare i en 6-0 förlust mot Anaheim Ducks. Han gjorde sitt första NHL-mål ett spel senare på målvakten Jonathan Quick i Los Angeles Kings. Blue Jackets skickade senare Calvert tillbaka till Springfield under NHL All-Star Game 2011 innan han ånyo blev uppkallad.
Den 25 februari 2011 gjorde Calvert ett hat-trick för Blue Jackets i en 5-3 seger över Phoenix Coyotes. Det var det första hat-tricket av Calverts NHL-karriär och det 19:e hat-tricket i Blue Jackets historia.
Den 19 april 2014 bidrog Matt Calvert med den första slutspelssegern för Blue Jackets genom att göra ett boxplaymål under andra perioden och när laget vann med 4-3 efter dubbla övertidsperioder mot Pittsburgh Penguins.
Tre år senare under slutspelet 2017 blev Calvert avstängd en match efter en crosschecking mot Tom Kühnhackl från Pittsburgh Penguins.
Säsongen 2017-18 gjorde Calvert 9 mål och 15 assist för totalt 24 poäng på 69 matcher vilket var karriärbästa. Han producerade också fyra poäng på sina sex slutspelsmatcher.

#### Colorado Avalanche
Den 1 juli 2018 skrev han som free agent på ett treårskontrakt värt 8,55 miljoner dollar med Colorado Avalanche.
22 juli 2021 meddelade Calvert att han avslutar sin karriär på grund av skadebekymmer.

## Statistik

### Klubbkarriär
| 2006–07    | Winkler Flyers        | MJHL       | 1   | 0  | 0   | 0   | 15  | —  | — | —  | —  | —  |
| 2007–08    | Brandon Wheat Kings   | WHL        | 72  | 24 | 40  | 64  | 53  | 6  | 1 | 2  | 3  | 2  |
| 2008–09    | Brandon Wheat Kings   | WHL        | 58  | 28 | 39  | 67  | 58  | 12 | 9 | 8  | 17 | 22 |
| 2009–10    | Brandon Wheat Kings   | WHL        | 68  | 47 | 52  | 99  | 70  | 15 | 9 | 7  | 16 | 15 |
| 2010–11    | Springfield Falcons   | AHL        | 38  | 13 | 12  | 25  | 12  | —  | — | —  | —  | —  |
| 2010–11    | Columbus Blue Jackets | NHL        | 42  | 11 | 9   | 20  | 12  | —  | — | —  | —  | —  |
| 2011–12    | Columbus Blue Jackets | NHL        | 13  | 0  | 3   | 3   | 16  | —  | — | —  | —  | —  |
| 2011–12    | Springfield Falcons   | AHL        | 56  | 17 | 19  | 36  | 52  | —  | — | —  | —  | —  |
| 2012–13    | Springfield Falcons   | AHL        | 34  | 10 | 11  | 21  | 39  | —  | — | —  | —  | —  |
| 2012–13    | Columbus Blue Jackets | NHL        | 42  | 9  | 7   | 16  | 32  | —  | — | —  | —  | —  |
| 2013–14    | Columbus Blue Jackets | NHL        | 56  | 9  | 15  | 24  | 53  | 6  | 2 | 2  | 4  | 4  |
| 2014–15    | Columbus Blue Jackets | NHL        | 56  | 13 | 10  | 23  | 28  | —  | — | —  | —  | —  |
| 2015–16    | Columbus Blue Jackets | NHL        | 73  | 11 | 13  | 24  | 51  | —  | — | —  | —  | —  |
| 2016–17    | Columbus Blue Jackets | NHL        | 65  | 10 | 5   | 15  | 48  | 4  | 1 | 1  | 2  | 4  |
| 2017–18    | Columbus Blue Jackets | NHL        | 69  | 9  | 15  | 24  | 33  | 6  | 3 | 1  | 4  | 4  |
| 2018–19    | Colorado Avalanche    | NHL        | 82  | 11 | 15  | 26  | 58  | 8  | 0 | 4  | 4  | 18 |
| 2019–20    | Colorado Avalanche    | NHL        | 50  | 12 | 13  | 25  | 39  | 8  | 1 | 2  | 3  | 4  |
| 2020–21    | Colorado Avalanche    | NHL        | 18  | 0  | 3   | 3   | 6   | —  | — | —  | —  | —  |
| NHL totalt | NHL totalt            | NHL totalt | 566 | 95 | 108 | 203 | 376 | 32 | 7 | 10 | 17 | 34 |

## Meriter och utmärkelser
| Merit                          | År   |
| ------------------------------ | ---- |
| WHL                            |      |
| East Second All-Star Team      | 2010 |
| CHL Memorial Cup All-Star Team | 2010 |